# Dipterocarpus indicus
Espèce
Classification phylogénétique
Statut de conservation UICN

 EN A1cd+2cd, B1+2c : En danger
Dipterocarpus  indicus est un grand arbre sempervirent du sud de l'Inde, appartenant à la famille des Diptérocarpacées.

## Répartition
Karnataka, Kerala, Tamil Nadu

## Préservation
Menacé de disparition par l'exploitation forestière. Il repousse relativement bien dans les forêts secondaires.